# الإمبراطورة شوتوكو
الإمبراطورة شوتوكو (باليابانية: 称徳天皇 شوتوكو تينو) (718 - 28 أغسطس 770) كانت الإمبراطورة السادسة والأربعين والثامنة والأربعين في اليابان. وفقا للتواريخ التقليدية فإن فترة حكمه امتدت بين عامي 749 و 770.